# Newark, Illinois
Newark är en ort (village) i Kendall County i Illinois. Vid 2010 års folkräkning hade Newark 992 invånare.